# Serieåret 1947

## Händelser

### Oktober
- 3 oktober – Premiär för tecknade serien Mumintrollet, Tove Jansson, i Folktidningen Ny Tid. med "Mumintrollet och jordens undergång".

### Okänt datum
- Tre nya svenska serietidningar ser dagens ljus. På AB Alga utges Algas Serietidning (Algas Seriebok)[1] och på Allers förlag utkommer serietidningarna Radar[2] och Spökflygaren.[3] Båda dessa tidningar läggs ner efter första numret.

## Pristagare
- Reuben Award Cartoonist of the year: Al Capp, Knallhatten

## Födda
- 28 maj – Lynn Johnston, kanadensisk serieskapare.
- 29 juli – Baru, fransk serieskapare.
- 12 november - Carlos Ezquerra (död 2018), spansk serieskapare.
- 24 december – Jean Léturgie, fransk serieskapare.

## Avlidna
- William Moulton Marston, amerikansk serieförfattare.

### Fotnoter
1. ↑  Seriesamlarna
2. ↑  Seriesamlarna
3. ↑  Seriesamlarna